# سیارک ۱۹۵۹۰۰
سیارک ۱۹۵۹۰۰ (به انگلیسی: 195900 Rogersudbury، نامگذاری:2002RS41)۱۹۵۹۰۰مین سیارک کشف شده‌است که در ۰۵ سپتامبر ۲۰۰۲ کشف شد.